# Taeniotes buckleyi
Taeniotes buckleyi es una especie de escarabajo longicornio del género Taeniotes, tribu Monochamini, subfamilia  Lamiinae. Fue descrita científicamente por Bates en 1872.

## Descripción
Mide 23-30 milímetros de longitud.

## Distribución
Se distribuye por Ecuador y Perú.